# Vancouver-Murmeltier
Das Vancouver-Murmeltier (Marmota vancouverensis) ist eine Art aus der Familie der Hörnchen, das lediglich auf Vancouver Island beheimatet ist. Innerhalb der Gattung der Murmeltiere gilt das Vancouver-Murmeltier als die am ehesten durch Aussterben bedrohte Art. Bestandsgefährdend wirken sich auf diese Art Habitatverluste sowie eine genetische Verarmung aus. Zu massiven Bestandseinbrüchen kam es vor allem in den 1990er Jahren, was dazu führte, dass ein intensives Programm zur Erhaltung dieser Art in die Wege geleitet wurde. Dazu gehören ein Zuchtprogramm mit in Gefangenschaft gehaltenen Tieren und die Wiedereinführung von erhaltungsfähigen Populationszahlen in geeigneten Gebieten.

## Erscheinungsbild
Das Vancouver-Murmeltier zählt zu den größten Vertretern innerhalb der Gattung der Murmeltiere. Das Gewicht der Tiere schwankt sehr stark in Abhängigkeit von der Jahreszeit. Im September, kurz vor Beginn des Winterschlafes, wiegen sie bis zu 6 Kilogramm. Nach Beendigung des Winterschlafes beträgt ihr Körpergewicht häufig nur noch drei Kilogramm.
Die Fellfarbe des Vancouver-Murmeltieres ist überwiegend ein dunkles schokoladenbraun. An der Körperunterseite sowie um die Schnauze finden sich vereinzelte weiße Stellen. Auch auf der Stirnseite des Kopfes gibt es vereinzelte weiße Fellpartien.
Neben diesen weißer Scheckung weist das Vancouver-Murmeltier auch vereinzelt hellbraune oder ockerfarbene Stellen auf.

## Verbreitungsgebiet

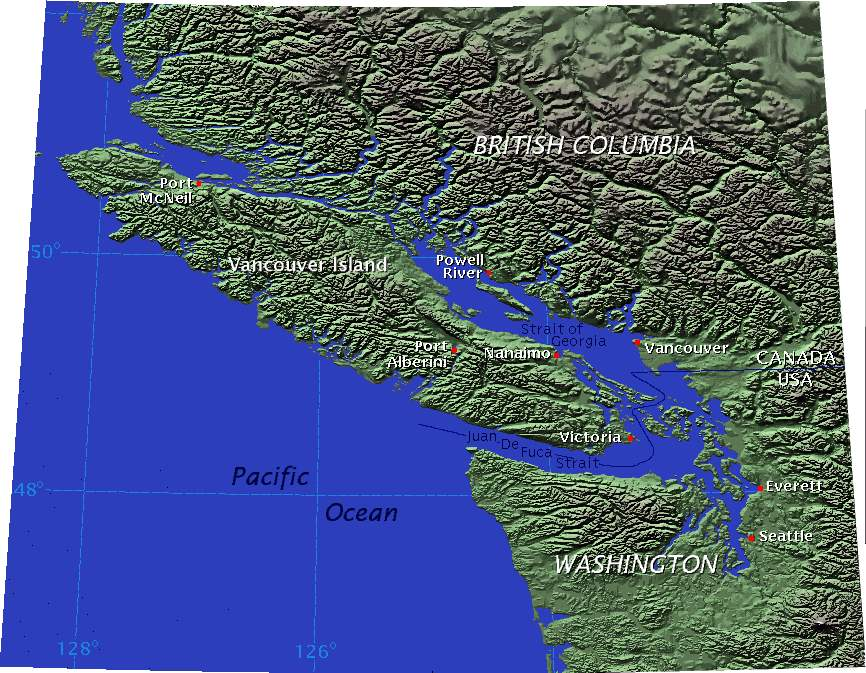
Vancouver Island

Vancouver-Murmeltiere sind in ihrer Verbreitung auf die vor der kanadischen Westküste liegende Vancouver Island beschränkt. Diese Insel ist mit 32.000 Quadratkilometern die größte Insel vor der Westküste Nordamerikas. Die Insel weist eine sehr gebirgige Struktur auf. Die höchsten Erhebungen liegen bei 2200 m. Kolonien des Vancouver-Murmeltieres fanden sich entlang der gesamten, vom Nordwesten nach Südosten verlaufenden Gebirgskette. Das heute besiedelte Gebiet ist wesentlich kleiner. Es gibt eine isolierte Kolonie am Mount Washington sowie ein 150 Quadratkilometer großes, südöstlich von Mount McQuillan und Mount Arrowsmith liegendes Gebiet, in der noch mehrere Kolonien existieren.
Vancouver-Murmeltiere besiedeln bevorzugt südlich oder westlich ausgerichtete Gebirgshänge und präferieren dabei Höhenlagen zwischen 1000 und 1400 Meter. Bedingt durch regelmäßige Lawinenabgänge kommt hier kein Baum oder Strauchbewuchs auf. Erst dadurch entstehen für die Murmeltiere die notwendigen baumlosen Wiesen, auf denen sie ausreichend Äsung finden.

## Bestand und Ursachen des Bestandsrückgangs
In der Mitte der 1980er Jahre wurde die Anzahl der noch in freier Wildbahn vorkommenden Vancouver-Murmeltiere auf etwa 350 Individuen geschätzt. Bei einer erneuten Zählung im Jahre 1998 wurden insgesamt 71 Vancouver-Murmeltiere gezählt und der Gesamtbestand auf 85 bis 95 geschätzt. Von insgesamt 25 bekannten Kolonien kommen nur in 13 noch Jungtiere zur Welt. Die Art gilt daher als extrem bedroht. Als Ursache des Bestandseinflusses gilt vor allem Habitatverlust infolge von Holzeinschlag sowie Auswirkungen von Klimaschwankungen.
Die Murmeltiere scheinen zunächst vom Holzeinschlag zu profitieren. Von bestehenden Kolonien aus begründen abwandernde Jungtiere neue Kolonien in diesen Regionen. Diese Kolonien scheitern jedoch innerhalb weniger Jahre, wenn Lawinenabgänge fehlen und rasch eine dichte Vegetation entsteht, in der bereits die ersten Bäume wieder hochkommen. Die Murmeltiere finden in diesen Gebieten nicht die geeigneten Nahrungspflanzen, mit deren Hilfe sie ausreichend Fettreserven anlegen können, um die Zeit des Winterschlafes zu überstehen. Vom Alpenmurmeltier weiß man, dass sie im Sommer, wenn ihnen ein reichhaltiges Nahrungsangebot zur Verfügung steht, bevorzugt die jungen Triebe solcher Pflanzen fressen, die besonders reich an mehrfach ungesättigter Fettsäure sind. Diese Inhaltsstoffe können vom Säugetierorganismus nicht selbständig generiert werden. Eine hohe Konzentration von essentiellen Fettsäuren im weißen Fettgewebe von Winterschläfern befähigt diese aber, während des Winterschlafes auch tiefere Körpertemperaturen zu tolerieren. Beim Fehlen geeigneter Nahrungspflanzen steigt für Murmeltiere das Risiko, dass sie das Winterhalbjahr wegen eines Mangels an wärmenden Fettreserven nicht überleben. Je geringer die Fettreserven sind, desto geringer ist auch die Wahrscheinlichkeit, dass die Weibchen im nächsten Jahr Jungtiere austragen werden. Diese zwei Wirkmechanismen sorgen sehr schnell dafür, dass Kolonien in nicht geeigneten Lebensräumen wieder erlöschen.
Als weitere Ursache für einen Bestandsrückgang wird diskutiert, dass infolge ansteigender Jahresdurchschnittstemperaturen die Vegetation auf Vancouver Island sich so verändert, dass die Tiere nicht mehr ausreichend Pflanzen jener Arten finden, die für den Aufbau der Fettreserven nötig sind.

## Systematik
Das Vancouver-Murmeltier ist eng verwandt mit dem Olympmurmeltier (M. olympus) sowie dem Eisgrauen Murmeltier (M. caligata). Das Verbreitungsgebiet des Olympmurmeltieres ist die Olympic Peninsula südlich von Vancouver Island. Das Eisgraue Murmeltier dagegen ist in nordamerikanischen Hochgebirgsregionen beheimatet. Es ist eine relativ junge Art, die möglicherweise erst während der letzten Eiszeit entstand, als Eisbarrieren einen Individuenaustausch verhinderten.

## Mensch und Vancouver-Murmeltier
In den letzten Jahren sind unterschiedliche Maßnahmen ergriffen worden, damit das Vancouver-Murmeltier als Art weiterhin besteht. Zu den Maßnahmen zählt die Gefangenschaftshaltung in den Zoos von Toronto und Calgary. Nachzuchten in Zoos sollen sicherstellen, dass eine ausreichende Anzahl von Tieren zur Verfügung stehen, um gegebenenfalls für Wiederansiedelungsprogramme eine ausreichende Anzahl von Tieren zur Verfügung zu haben.
Auf Vancouver Island wird versucht, innerhalb eines unter Schutz stehenden Gebietes die Anzahl der dort lebenden Tiere zu erhöhen und zu stabilisieren. Sowohl bei der Nachzucht in Gefangenschaft als auch bei den beobachteten Kolonien in Freiland soll sichergestellt werden, dass es nicht zu Inzuchtdepressionen kommt. Genetische Untersuchungen haben bewiesen, dass die Zahl der Allele sowie der Heterozygotiegrad beim Vancouver-Murmeltier im Vergleich zum Alpenmurmeltier deutlich geringer ist. Neben dem Mangel an geeigneten Habitaten stellt die Verarmung des Genpools eine weitere Bedrohung für diese Art dar.
Eines der Maskottchen der Olympischen Winterspiele 2010, Mukmuk, stellt ein Vancouver-Murmeltier dar.

### Weblink
- Marmota vancouverensis in der Roten Liste gefährdeter Arten der IUCN 2013.2. Eingestellt von: Nagorsen, D.W. & NatureServe (Cannings, S. & Hammerson, G.), 2008. Abgerufen am 21. Dezember 2013.
- Sie müssen hungern, um zu überleben